# Los Córdobas
Los Córdobas é um município da Colômbia, localizado no departamento de Córdoba.